# ディーオ
ディーオは、Jリーグクラブ、モンテディオ山形のマスコットキャラクターである。相棒のモンテスと共にモンテディオ山形を盛り上げる。
本項目では、同じくクラブ公式マスコットキャラクターである、モンテスも合わせて取り上げる。

## 概要
山形県の県獣であるカモシカの姿を借りた軍神で、元気な男の子。キリッとした大きな目と力強い三本のツノがトレードマーク。好きな食べ物は牛乳と小魚。イラスト版ではサラサラで躍動的なたてがみが印象的だが、立体版ディーオの頭は丸く、非常にキュートなルックスで、他チームのサポーターからの人気も高い。
原案制作者は大阪芸術大学卒業生の薬師寺賢志郎。以前はモンテテディオのマスコットは存在していなかったが、2005年8月に一般公募を開始。1766点の応募から紆余曲折のもと選出され、2006年1月18日のJリーグ実行委員会よりマスコットとしての使用が承認された。名称についても公募を行い、同年6月30日に『ディーオ』、出羽三山をモチーフにしたもうひとつのマスコットを『モンテス』とする事が発表された。立体版ディーオは東北芸術工科大学が作成し、2008年2月の同校卒業制作展でプレデビュー。同2月24日のキックオフイベントにて正式デビューした。応募時のイラストと併用して、リファインされたイラストも使われており、こちらは仙台在住のイラストレーター（氏名非公開）が描いている。

## プロフィール
- ディーオ[1]
  - 身長：167 cm（神様なので自由自在）
  - 生まれた場所：山形の雪原
  - 性別：たぶん男
  - 好きな食べ物：牛乳、小魚
  - 好きなサッカー選手：ディエゴ・マラドーナ

※ディーオには、現在3社の企業とスポンサー契約している。
- モンテス[1]
  - 身長：234 cm（神様なので自由自在）
  - 生まれた場所：出羽三山
  - 性別：たぶん男
  - 好きな食べ物：イチゴのショートケーキ
  - 好きなサッカー選手：レフ・ヤシン

## ディーオに関する主なエピソード
- 県内のイベントにも積極的に参加し、年に一度天童警察署の一日警察署長を務める。
- 県内各社から寄与される募金を「生活費」にあてているらしい。
- 隣県チームのベガルタ仙台のマスコットベガッ太と仲良しで、2008年のみちのくダービーでは、自転車の二人乗り、手をつないでの入場、PK対決などが披露された。対決の際は、勢い余ってボールを追い越してしまったものの、浮かせた難しいシュートを見事に決めた。ちなみにバランスボールほどの大きさの特別なボールを使用していた。
- 「エル・ゴラッソ」の連載漫画「蹴球風見鶏」（作・とうこくりえ）では、イラスト版をモチーフに描かれ、台詞がズーズー弁となっている。ベガッ太とは“仲良くケンカする”間柄という設定で、ベガッ太の挑発にディーオが突っ込むか呆れるというパターンが多い。
- 2008年北京オリンピックに豊田陽平が選出された際は、J2リーグ戦愛媛FC戦にて「豊田祭り」と銘打ち、「TOYODA」の名前と背番号9入りの日本代表ユニフォームを着用し、彼のトレードマークである青いヘアバンドをつけて登場した。
- 2010年にモンテスと共にぬいぐるみとして商品化され、ファンクラブ先行販売が行われ即日完売となった。
- 2010年5月15日、第12節アウェイ新潟戦の試合前に、アルビレックス新潟のマスコットであるアルビくんとのPK対決が催された。ディーオにかわり途中投入されたぬいぐるみのモンテスが好セーブをみせる活躍（？）などもあり、勝負は引き分けに終わった。
- 2010年6月12日に開催された「モンテディオ山形ファン感謝祭2010」にて、ひとり長縄飛びに挑戦するも失敗、ずっこけて観客の笑いを誘った。
- 前にいる人の後頭部をつついたり、いたずらを試みる事もたまにある。